# Circonscription de Fès-Sud
La circonscription de Fès-Sud est l'une des deux circonscriptions législatives marocaines de la préfecture de Fès située en région Fès-Meknès. Elle est représentée dans la Xe législature par Driss El Azami El Idrissi, Mohammed Elharti, Allal Amraoui et Rachid El Fayek.

## Historique des députations
| Législature | Début de mandat  | Fin de mandat    | Députés | Députés                         | Députés | Députés                   | Députés | Députés             | Députés | Députés                 |
| ----------- | ---------------- | ---------------- | ------- | ------------------------------- | ------- | ------------------------- | ------- | ------------------- | ------- | ----------------------- |
| IXe         | 26 novembre 2011 | 7 octobre 2016   |         | Said Benhmida (PJD)             |         | Abdellah Abdellaoui (PJD) |         | Jouad Hamedoun (PI) |         | Ahmed Reda Chami (USFP) |
| Xe          | 8 octobre 2016   | 8 septembre 2021 |         | Driss El Azami El Idrissi (PJD) |         | Mohammed Elharti (PJD)    |         | Allal Amraoui (PI)  |         | Rachid El Fayek (RNI)   |
| XIe         | 9 septembre 2021 | ?                |         | Abdelkader Boussairi (USFP)     |         | Aziz Lebbar (PAM)         |         | Allal Amraoui (PI)  |         | Rachid El Fayek (RNI)   |

## Historique des élections

### Découpage électoral d'octobre 2011

#### Élections de 2016
| Parti            | Parti                                         | Voix    | %      | Député(s) élus            |  |
| ---------------- | --------------------------------------------- | ------- | ------ | ------------------------- |  |
|                  | Parti de la justice et du développement (PJD) | 40 928  | 53,59  | Driss El Azami El Idrissi |  |
| Mohammed Elharti | Parti de la justice et du développement (PJD) | 40 928  | 53,59  |                           |  |
|                  | Rassemblement national des indépendants (RNI) | 8 607   | 11,27  | Rachid El Fayek           |  |
|                  | Parti de l'Istiqlal (PI)                      | 8 244   | 10,79  | Allal Amraoui             |  |
|                  | Parti authenticité et modernité (PAM)         | 6 231   | 8,16   |                           |  |
|                  | Mouvement populaire (MP)                      | 3 929   | 5,14   |                           |  |
|                  | Fédération de la gauche démocratique (FGD)    | 3 381   | 4,43   |                           |  |
|                  | Union socialiste des forces populaires (USFP) | 2 261   | 2,96   |                           |  |
|                  | Union constitutionnelle (UC)                  | 1 111   | 1,45   |                           |  |
|                  | Parti du progrès et du socialisme (PPS)       | 470     | 0,62   |                           |  |
|                  | Parti des Néo-Démocrates (PND)                | 252     | 0,33   |                           |  |
|                  | Front des forces démocratiques (FFD)          | 179     | 0,23   |                           |  |
|                  | Mouvement démocratique et social (MDS)        | 159     | 0,21   |                           |  |
|                  | Parti du centre social (PCS)                  | 132     | 0,17   |                           |  |
|                  | Parti de l'unité et de la démocratie (PUD)    | 117     | 0,15   |                           |  |
|                  | Parti de l'Espoir (PE)                        | 91      | 0,12   |                           |  |
|                  | Parti de la renaissance (PAN)                 | 79      | 0,10   |                           |  |
|                  | Parti démocrate national (PDN)                | 79      | 0,10   |                           |  |
|                  | Parti de la gauche verte (PGV)                | 68      | 0,09   |                           |  |
|                  | Parti de la renaissance et de la vertu (PRV)  | 61      | 0,08   |                           |  |
|                  |                                               |         |        |                           |  |
| Inscrits         | Inscrits                                      | 194 448 | 100,00 |                           |  |
| Abstentions      | Abstentions                                   | 118 069 | 60,72  |                           |  |
| Exprimés         | Exprimés                                      | 76 379  | 39,28  |                           |  |

#### Élections de 2021
| Parti       | Parti                                         | Voix    | %      | Député(s) élus       |  |
| ----------- | --------------------------------------------- | ------- | ------ | -------------------- |  |
|             | Rassemblement national des indépendants (RNI) | 16 451  | 29,45  | Rachid El Fayek      |  |
|             | Parti de l'Istiqlal (PI)                      | 7 842   | 14,04  | Allal Amraoui        |  |
|             | Parti authenticité et modernité (PAM)         | 7 551   | 13,52  | Aziz Lebbar          |  |
|             | Union socialiste des forces populaires (USFP) | 5 699   | 10,20  | Abdelkader Boussairi |  |
|             | Parti de la justice et du développement (PJD) | 5 332   | 9,54   |                      |  |
|             | Front des forces démocratiques (FFD)          | 4 786   | 8,57   |                      |  |
|             | Parti du progrès et du socialisme (PPS)       | 2 501   | 4,48   |                      |  |
|             | Parti socialiste unifié (PSU)                 | 1 866   | 3,34   |                      |  |
|             | Alliance de la fédération de gauche (AGD)     | 1 717   | 3,07   |                      |  |
|             | Mouvement populaire (MP)                      | 1 055   | 1,89   |                      |  |
|             |                                               |         |        |                      |  |
| Inscrits    | Inscrits                                      | 194 602 | 100,00 |                      |  |
| Abstentions | Abstentions                                   | 139 802 | 71,84  |                      |  |
| Exprimés    | Exprimés                                      | 54 800  | 28,16  |                      |  |